# Lehmergrund

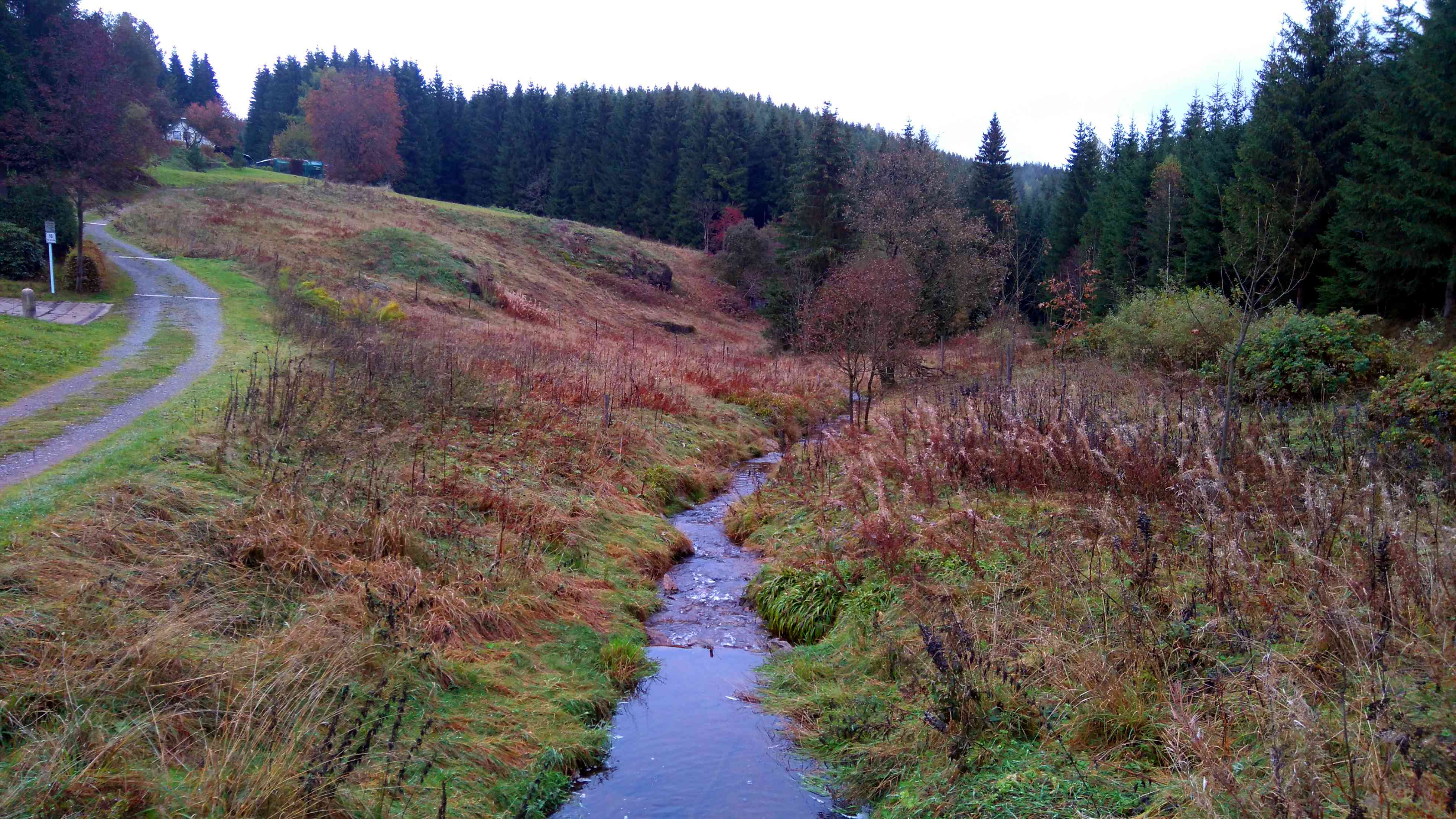
Lehmergrund, links Weg zur Gabe Gottes

Der Lehmergrund, ursprünglich Löwner Grund, ist ein vom Bergbau geprägtes Tal im sächsischen Erzgebirge beim Stadtteil Jugel von Johanngeorgenstadt, durch das der Schwefelbach fließt. Der Löwnergrund wurde nach der Fundgrube Goldener Löwe benannt. Daneben gab es den Rothe-Löwen-Stolln. Der Name Lehmergrund wurde im Laufe des 19. Jahrhunderts auch auf südwestlich anschließenden Talgrund ausgebreitet, durch den der aus Richtung Henneberg kommende Jugelbach fließt und der ursprünglich den Namen Henneberger Grund trug. Dieser Talabschnitt trug noch im 18. Jahrhundert die Bezeichnung Jugelgrund.
Überregional bekannt wurde der Lehmergrund durch das schwere Gewitter am 6. Juli 1931, dessen Wassermassen ein Hochwasser auslösten, bei dem erhebliche Schäden in der Amtshauptmannschaft Schwarzenberg entstanden. Vollkommen zerstört wurde dabei die Pochwäsche der Fundgrube Gotthelf Schaller. Ein weiteres Bergwerk im Lehmergrund war die Getreue Einigkeit.
Zu den erhaltenen bergbaulichen Denkmalen im Lehmergrund zählen u. a. der Gegenglück Stolln, der Neu Freiberger Glück Stolln, der Weiße Taube Stolln, die Gabe Gottes (Huthaus) und Reste der Hohneujahrer Pochwäsche.